# Hermann Gustav Bayer
Hermann Gustav Bayer (* 24. März 1876 in Kirchheim unter Teck; † 27. Juni 1928 in Berlin-Charlottenburg) war ein deutscher Politiker.

## Beruf
Hermann Gustav Bayer besuchte das Gymnasium in Reutlingen. Nach dem Abitur studierte er Staatswissenschaften in Tübingen, Berlin und Göttingen. Ab 1901 war er Redakteur linksliberaler Zeitungen, 1909 Geschäftsführer des württembergischen Hansabundes. 1912 wurde er Syndikus des Verbandes württembergischer Industrieller in Stuttgart, 1923 Syndikus des Verbandes deutscher Wirkereien in Berlin.

## Politik
Gemäß seiner linksliberalen Gesinnung war Bayer zunächst Mitglied der Fortschrittlichen Volkspartei, mit der er 1918 zur Deutschen Demokratischen Partei (DDP) kam. Von 1920 bis 1922 gehörte er dem Vorstand der DDP auf Reichsebene an. 1919 bis 1920 war Bayer Abgeordneter der Württembergischen Verfassunggebenden Landesversammlung. 1920 kandidierte er nicht mehr für den Landtag.

## Familie
Hermann Gustav Bayer war der Sohn des Bauführers Josef Gottlieb Bayer (1832–1907) und der Emma Friederike Bayer geb. Frank (1838–1907) und hatte zehn Geschwister. 1897 heiratete er Frieda Maria Raisch, mit der er zwei Kinder hatte.